# Villa Rustica (Gadebridge Park)
Bei der Villa Rustica von Gadebridge Park handelt es sich um die Reste eines römischen Gutshofes, die von 1963 bis 1968 und dann fortgesetzt 2000 zum großen Teil ausgegraben wurden. Der Gadebridge Park liegt in Hemel Hempstead in Hertfordshire. Die Villa war vom 1. bis 4. Jahrhundert n. Chr. bewohnt. Es konnten verschiedene Besiedlungsphasen unterschieden werden. Die Reste sind nach der Grabung wieder zugeschüttet worden.
Aus der ersten Besiedlungsphase sind ein Badehaus mit drei Räumen, aber von der eigentlichen Villa keine Architekturreste erhalten. Vor allem Keramik vor Ort deutet jedoch an, dass hier schon im ersten Jahrhundert n. Chr. eine Villa oder ein Dorf stand. In einer zweiten Bauphase wurde das Badehaus erweitert. Von der eigentlichen Villa sind jedoch wiederum so gut wie keine Reste gefunden worden. Aus dem zweiten Jahrhundert stammt die Villa der 3. Bauphase. Es wurde ein großer Bau mit zwei Eckrisaliten errichtet. Der Bau war von einem Korridor umgeben und war etwa 41,45 × 24,089 m groß. Zum Bau der Villa ist der Ort von älteren Bauten gesäubert worden, was erklärt, dass keine ältere Bebauung gefunden wurde. Vor der Villa wurde eine Zisterne angelegt. Das Badehaus wurde stark erweitert. Es wurde ein Seitenflügel mit einem Raum mit zwei Apsiden angefügt. Auch wurde das Fußbodenniveau erhöht.
In Bauphase 4 wurden zwei große Wirtschaftsgebäude gebaut. Sie standen vor der Villa im Südwesten und Südosten, sodass die Villa und die neuen Bauten einen großen Hof umrahmten. Die genaue Funktion der Wirtschaftsgebäude ist unsicher. Es mag sich um Scheunen gehandelt haben, in denen aber auch Bedienstete lebten. In dieser Zeit wurden auch die Korridore in der Hauptvilla in diverse Räume unterteilt.
In Bauphase 5, am Anfang des vierten Jahrhunderts, wurde die Villa stark erweitert. Es wurden Räume mit Hypkausten angebaut. Zwei größere Räume an der Rückseite der Villa haben so starke Fundamente, dass vermutet werden kann, dass sie vielleicht noch ein weiteres, vielleicht so gar noch ein drittes Stockwerk trugen und damit kleine Türme bildeten, wie sie in der Tat von bildlichen Darstellungen spätantiker Villen bekannt sind. Diese Räume waren auch mit Mosaiken ausgestattet, wobei nur das im westlichen Raum besser erhalten war und geometrische Muster zeigt. Reste von Wandmalereien kamen nur vereinzelt zu Tage. In einem Brunnen fanden sich die Reste einer Deckenmalerei. Sie zeigt ein Muster von Quadraten, in denen sich jeweils ein Blüte befindet.
Um 325 wurde ein großes Schwimmbecken neben dem Badehause errichtet. Um 350 wurde ein Großteil der Villa niedergerissen. Nur ein kleines Nebengebäude im Norden wurde weiter bis um 400 n. Chr. bewohnt. An Stelle der Villa entstanden Ställe oder vielleicht nur einfache Zäune für Viehzucht.
Das abrupte Ende der Villa um 350 gab Anlass zu Spekulationen. Der Ausgräber vermutete, dass der Eigentümer der Villa den Gegenkaiser Magnentius unterstützt hatte. Als dieser gestürzt wurde, wurden seine Anhänger, darunter der Besitzer dieser Villa, enteignet. Die Ländereien der Villa wurden verstaatlicht.
Zahlreiche Funde von Fensterglas bezeugen, dass viele Fenster im Haus verglast waren.
Die Untersuchung der Tierknochen zeigte, dass hier im 2. Jahrhundert vor allem Schafe gehalten wurden, während sie im 4. Jahrhundert kaum vorkamen.